# Ренді Ортон
Ренді Ортон, повне ім'я Рендал Кіт Ортон (англ. Randal Keith Orton, нар. 1 квітня 1980 року) — відомий американський професійний реслер, який виступає в WWE, представляючи бренд SmackDown. Посідаючи третє місце за кількістю чемпіонських титулів в історії та кар'єру, що охоплює понад 20 років, Ортон вважається одним з найвидатніших професійних реслерів усіх часів.
Ортон — професійний реслер у третьому поколінні: його дід Боб Ортон, батько Боб Ортон молодший і дядько Баррі Ортон були реслерами. До того, як його підписала Світова Федерація Реслінгу (WWF, нині WWE), він тренувався і виступав за Асоціацію Реслінгу Середнього Міссурі і Конференцію Реслінгу Південного Іллінойсу. Потім він був підписаний WWF і відправлений в Ohio Valley Wrestling (OVW), де двічі ставав хардкорним чемпіоном OVW. Незабаром після дебюту в WWE він став членом угруповання Evolution, яке швидко привело його до Інтерконтинентального чемпіонства, першого титулу чемпіона в компанії. Він також отримав прізвисько «Вбивця легенд» під час сюжетної лінії, в якій він почав проявляти неповагу, а потім і фізично нападати на членів Зали Слави WWE та ветеранів реслінгу.
У віці 24 років Ортон став наймолодшим світовим чемпіоном в історії WWE, вигравши оригінальний титул чемпіона світу у важкій вазі. Після цієї перемоги його вигнали з «Еволюції», і почалася ворожнеча з колишніми партнерами по угрупованню. У 2006 році Ортон об'єднав зусилля з Еджем у команді, відомій як Rated-RKO. Разом вони здобули титули командних чемпіонів світу. Після розпаду Rated-RKO в середині 2007 року Ортон здобув титул чемпіона WWE двічі за один вечір, ставши другим наймолодшим дворазовим чемпіоном WWE у віці 27 років. У 2008 році разом з Коді Роудсом і Тедом ДіБіасі молодшим створив угруповання The Legacy (укр. Спадщина), лідером якої був до його розпаду в 2010 році. Ортон став переможцем матчу Money in the Bank 2013 року, а після успішного використання контракту приєднався до The Authority, членом якого був до 2015 року, і де його називали «обличчям WWE». У 2016 році він приєднався до Сім'ї Ваятта (англ. The Wyatt Family), вигравши командне чемпіонство SmackDown з Бреєм Вайаттом і Люком Гарпером, перш ніж обернутись проти них у 2017 році. Він виграв своє перше чемпіонство Сполучених Штатів у 2018 році, ставши загалом 18-м чемпіоном Великого шолома (англ. Grand Slam) після того, як вже був 17-м чемпіоном Потрійної корони.
Суперництво Ортона з Джоном Сіною — одне з найдовших в історії WWE і розцінюється багатьма як одне з найвеличніших. Ортон 10 разів ставав чемпіоном WWE і чотири рази — чемпіоном світу у важкій вазі. Він був останнім володарем оригінального титулу Чемпіона світу у важкій вазі, котрий він об'єднав з Чемпіонством WWE, щоб стати чемпіоном світу у важкій вазі WWE на TLC: Tables, Ladders & Chairs у 2013 році. Ортон визнаний WWE третім за кількістю виграних світових титулів в історії — 14, після Джона Сіни та Ріка Флера (обидва по 16) і зрівнявся з Тріпл Ейчем (також 14). Загалом же він виграв 20 чемпіонських титулів у WWE.
Ортон також є дворазовим переможцем Королівської Битви (2009 та 2017 років) та хедлайнером багатьох pay-per-view шоу WWE, включаючи Реслманію 25 та Реслманію XXX. Після свого поєдинку на Survivor Series 2021 року він побив рекорд Кейна за кількістю проведених матчів на PPV в історії WWE.

## Біографія
Рендал Кейз Ортон народився 1 квітня 1980 року в Ноксвілл, штат Теннессі, США. Син Елейн і Боба Ортона, він має молодшого брата і сестру Натан і Беккі. Так само у нього є кузени Джаспер, Рейчел і Баррі-молодший. Його батько Боб Ортон професійний реслер.

## Військова кар'єра

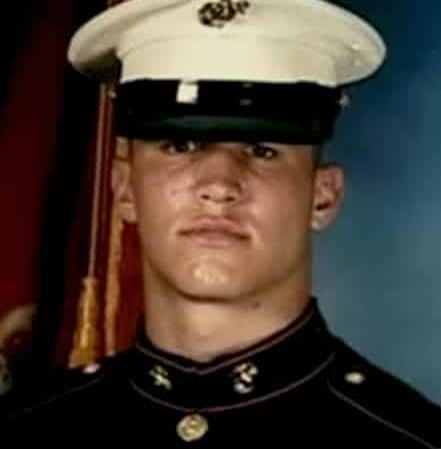
Ортон в формі морського піхотинця (1998).

Після закінчення Хазелвууда у 1998 році, Ортон розпочав службу у Корпусі Морської Піхоти США. Через рік він двічі ходив у самоволку. Згідно з єдиним кодексом Військової Юстиції, рядовий Першого Класу Ортон був засуджений в рамках спеціального військового трибуналу і був поміщений у військову в'язницю на тридцять вісім днів.

## Кар'єра в професійному реслінгу

### World Wrestling Entertainment/ WWE

#### Еволюція; Чемпіон світу у важкій вазі (2002—2005)
Ренді Ортон здійснив свій телевізійний дебют 25 квітня 2002 року на арені SmackDown! перемігши Харкорного Холі. Незабаром Ортон став виступати в ролі фейса і почав ворогувати з Хардкор Холі. У вересні 2002 року Ренді був переведений на Raw, де в своєму дебютному поєдинку переміг Стіві Річардса. Потім Ортон не виступав довгий час через травму плеча.
Після того, як Ортон залікував травму, він приєднався до нового угруповання «Еволюція», в яке входили Гравець, Рік Флер і Батіста. Групування виступало на Raw з 2003 по 2004 роки. Після подій Armageddon (2003) всі члени угруповання почали ходити з титулами. 2003 рік Ортон провів, зокрема, у помічниках Гравця, допомагаючи тому в боротьбі за титул Чемпіона світу у важкій вазі. Ренді також приєднався до Гравця на SummerSlam (2003) в поєдинку з шести реслерів в Клітці Знищення, головним завданням Ортона було ліквідувати Голдберга, що у них з Гравцем і вийшло. Потім Ортон став називати себе «Вбивцею Легенд». Ренді рекламував себе як молодий реслер, який для досягнення вершин не буде нікого поважати, а тим більше минулих легенд. На Unforgiven (2003) Ренді Ортон переміг Шона Майклза в поєдинку «Легенда проти Вбивці Легенд». 26 квітня на Raw Ортон плюнув в обличчя Харлі Рейсу. У цей період став Ренді використовувати своїм коронним прийомом RKO. Після вище сказаних подій на Armageddon (2003) Ортон виграв титул Інтерконтинентального чемпіона у Роба Ван Дама. Цей титул Ортон тримав протягом семи місяців.
У 2004 році Ортон продовжує бути в образі «Вбивці Легенд», і незабаром у нього зав'язується фьюд з Міком Фолі. Той пропонує провести матч на Backlash (2004) «Легенда проти Вбивці Легенд». Поєдинок за титул інтерконтинентального чемпіона виграв Ортон. Через два місяці Ренді відстоює титул від Шелтона Бенжаміна на Bad Blood. У липні на Vengeance (2004) Ортон програє титул Еджу, тим самим завершуючи свій тайтл-рейн завдовжки в сім місяців. 26 липня Ортон виграв Королівську Битву з 20 реслерів за претенденство на титул Чемпіона Світу у важкій вазі.
На SummerSlam Ортон перемагає Кріса Бенуа, і стає наймолодшим чемпіоном світу у важкій вазі. Після поєдинку обидва реслери потиснули один одному руки. На наступному Raw Ренді знову переміг Кріса, тим самим відстояв свій титул. Тим же вечором, після того як Ортон захистив титул від Бенуа, все угруповання Еволюція вийшло відсвяткувати перемогу, Батіста посадив собі на плечі Ренді, а Гравець став показувати великий палець вгору. Але потім опустив його вниз, і Батіста та Рік Флер атакували Ренді, а Гравець показав свою ревність до досягнень Ренді. Потім Гравець наказав віддати титул Ортону, але той відмовився і плюнув в обличчя Гравця. Після того, як Ренді пішов з угруповання, почався новий сюжет, де Ортон став фейсом і почав ворогувати з колишніми напарниками. Місяць тому на Unforgiven (2004) Ренді програв титул Гравцеві. Намагаючись помститися, Ортон став нападати на членів угруповання. На Taboo Tuesday (2004) Ортон переміг Ріка Флера в поєдинку в сталевій клітці. Потім Ортон викликав Гравця на командний поєдинок на Survivor Series (2004) 4 на 4. Команда Ренді (Ортон, Джеріко, Мейвен і Бенуа) перемогли команду Гравці (Гравець, Батіста, Едж та Снитски). Потім Ренді став ворогувати з Гравцем, і на New year's Revolution (2005) Ренді програв Гравцеві в клітці знищення, тим самим не зміг завоювати титул. 10 січня на Raw Ортон переміг Батісту в поєдинку на Royal Rumble проти Гравця. На Royal Rumble Ортон програв титульний поєдинок Гравцеві.

#### Ворожнеча з Трунарем; Інші протистояння (2005—2007)
В Ортона зав'язався роман із Стейсі Кейблер і фьюд з Крістіаном в лютому 2005 року. Потім Ортон став фьюдить з Трунарем протягом березня 2005 року Ортон сміявся на похоронним бюро Трунаря на Реслманії. 21 березня на Raw Ортон знову став хіллом, і щоб його подруга Стейсі нічого не побачила, він її вирубав щоб вона була без свідомості. Під час свого промо Ортон скопіював вихід Трунаря, після того, як Джейк Робертс сказав Ортону, що не потрібно недооцінювати Трунаря, Ортон провів йому RKO. За тиждень до Реслманії Ренді дуже різко почав грубити на адресу Трунаря. На самій же Реслманії 21 Трунар переміг Ортона.
На наступну ніч на Raw Ортон повинен був битися проти Батісти який став новим чемпіоном світу у важкій вазі, але Ортон з'явився на титантроне і заявив, що він програв Трунарю лише через те, що у нього була травма плеча. Потім Ортон став умовляти Вінса МакМена перевести його на SmackDown! і 16 червня під час драфту перейшов з Raw на SmackDown!. Незабаром Ортон знову став фьюдить з Трунарем і на SummerSlam 2005 переміг його. Через два місяці Ренді і Боб Ортон програли в гандикап поєдинку з трунами. В наступному місяці Ренді увійшов в команду SmackDown яка протистояла команді Raw. Ренді залишився єдиним вижив в поєдинку, тим самим принісши перемогу свого бренду. Тим часом повернувся Трунар і знову поновилася ворожнеча між Ортоном і Трунарем, яка закінчилася перемогою Трунаря в поєдинку Hell in a Cell на Armageddon (2005). На Королівській Битві 2006 Ортон вийшов під № 30 але був викинуть останнім Реєм Містерія. тим самим Рей виграв тайтл-шот на чемпіонський поєдинок на Реслманії, це Ортона дуже засмутило, і Ренді викликав Рея на поєдинок за тайтл-шот на Реслманії на No Way Out. Ортон переміг у тому поєдинку тим самим відібравши у Рея тайтл-шот. Однак Генеральний менеджер Теодор Лонг призначив трьох сторонній поєдинок на Реслманії 22 Курт Енгл проти Ортона і Містерія за титул Чемпіона світу у важкій вазі. 2 квітня на Реслманії 22 Містерія переміг Енгла і Ортона.
Після чого Ортон не з'являвся на ТБ через травму, що завдав Енгл. Після повернення Ортон став фьюдить з Енглом який вилився в поєдинок ECW One Night Stand (2006) в якому переміг Енгл. Але на Vengeance (2006) Ортон переміг Енгла.
Незабаром Ренді став висловлювати непристойне про Халка Хогана. І став виявляти інтерес до вісімнадцятирічної доньці Халка Брук. На SummerSlam (2006) «Легенда» зустрілася проти «Вбивцю Легенд» і в цьому поєдинку переміг Хоган.
2 Жовтня, 2006 на RAW, втручання D-Generation X (Triple H і Шона Майклза) в матч «Останній шанс» між Еджом і Джоном Сіною за Чемпіонство WWE в Залізній Клітці, призвело Еджа до ворожнечі з DX і створення угруповання з Ренді Ортоном, Rated-RKO. У команді вони швидко взабрались на вершину командного дивізіону, ставши першими хто переміг відновлене DX. Незабаром вони і виграли Командне Чемпіонство на RAW. Після своїх перемог Rated-RKO, почали провокувати DX на новий поєдинок, різними способами, вони навіть побили Ріка Флера залізними стільцями. У підсумку На New year's Revolution (2007) була призначена захист титулу Rated-RKO від DX, матч розпочався без гонгу і викотився за межі рингу, і тільки коли обидві команди опинилися на рингу, рефері дав гонг про початок, правда бій до того моменту вже переріс у бійню. В результаті ніхто не переміг, а Triple H сильно травмував коліно, але зумів провести Pedigree Еджу на коментаторський стіл. Поки Triple H відновлювався, Rated-RKO постійно нападали на Майклза, який залишився один. Майклзу вдалося перешкодити Ортноу і Еджу виграти Королівську Битву 2007 і він отримав шанс боротися за титули Командних Чемпіонів. Але оскільки Triple H ще не відновився, Шон об'єднався з Джоном Сіною. Через кілька тижнів Rated-RKO втратили свої пояси.

#### Ворожнеча за чемпіонство WWE (2007—2011)

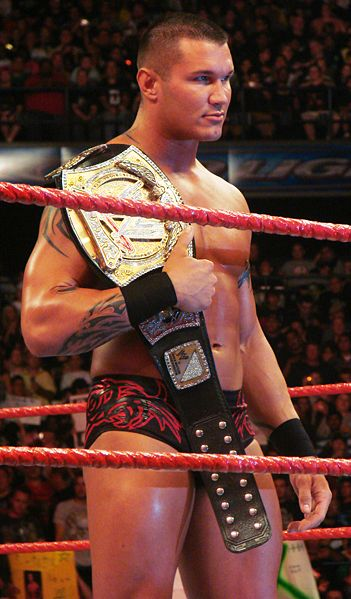
Ренді Ортон як Чемпіон WWE.

23 липня на RAW Ренді Ортон був названий претендентом номер один на титул чемпіона WWE яким володів Джон Сіна. За кілька тижнів до SummerSlam Ортон тричі нападав на Сіну, проводячи йому RKO. На самому SammerSlam (2007) Джон відстояв свій титул. На наступному RAW Ортон зажадав матч-реванш, але генеральний менеджер арени RAW Вільям Рігал йому відмовив, теж саме зробив і Вінс Макмехон, пізніше Ренді знову напав на Сіну. Незабаром Ренді все-таки отримав свій матч-реванш на Unforgiven (2007) і переміг, але по дискваліфікації, так як Джон відмовився його випускати з кута рингу. Після матчу Ортон знову атакував батька Сіни. Пізніше Ортон отримав титул чемпіона WWE через травми Джона. На No Mercy (2007) Ренді Ортон вже як чемпіон переміг Тріпл Ейча. Пізніше після No Mercy (2007) в WWE повернувся Шон Майклз і атакував Ортона, провівши йому Sweet Chin Music. Згодом ці двоє зустрілися і на Cyber Sunday (2007), так як Шон Майклз переміг у голосуванні Джеффа Харді і Містера Кеннеді. Сам поєдинок виграв Шон по дискваліфікації, так як Ортон ударив в пах Шона. Після чого Ортон успішно захистив титул на Survivor Series (2007) проти Майклза, провівши йому RKO.
Після декількох тижнів ворожнечі з Джеффом Харді Ренді переміг його, і тим самим відстояв свій титул на Королівській Битві (2008). Того ж вечора Сіна виграв саму Королівську битву. Сіна заявив, що не збирається чекати Реслманії, і він користується можливістю битися за титул чемпіона WWE на No Way Out (2008). На No Way Out (2008) Сіна переміг по дискваліфікації. На Реслманії 24 Ренді відстояв свій титул у поєдинку «потрійна загроза» проти Джона Сіни і «гравця». На наступному PPV Backlash (2008) був призначений фатальний чотиристоронній поєдинок за титул чемпіона WWE, в якому Гравець переміг Ортона, Сину і JBL. Після чого на Judgment Day (2008) Ренді Ортон не зміг відібрати титул у Гравця. Після чого на One Night Stand (2008) Тріпл Ейч і Ортон зіткнулися в поєдинку «до останнього на ногах», в якому знову переміг «The Game» Тріпл Ейч. Після поєдинку стало відомо, що Ортон зламав ключицю.
Ренді Орон несподівано для всіх повернувся на початку вересня на RAW і розкритикував усіх чемпіонів цього бренду. Тільки Коді Роудс і Тед ДіБіаси не були розкритиковані, після чого Коді і Тед стали допомагати Ренді Ортону. На Unforgiven (2008) Ренді разом з Тедом і Коуді напали на чемпіона світу у важкій вазі СМ Панка, через це він не зміг взяти участь у своєму поєдинку і втратив титул. Після того як Панк повернувся, 3 листопада на RAW Ортон програв йому подискваліфікації через втручання Теда ДіБіаси. Потім Ренді провів Punt kick Теду. Однак під час проведення Survivor Series Роудса і Ортона ставлять в одну команду, яка згодом і виграє. Разом з Ману вони засновують нове угруповання під назвою «Спадщина». 1 грудня на RAW Ренді Ортон запропонував Коуді і Теду об'єднатися в команду. Наступного тижня вони офіційно дебютували, перемігши Гравця і Батісту у поєдинку 2 на 3. Ортон вирішив влаштувати перевірку своїм колегам, в результаті чого остаточний варіант «Спадщини» став складатися з трьох осіб — Ортона, Роудса і повернувся ДіБіасі. Як «Спадщина» вони з'явилися на Royal Rumble (2009). Кожен, природно окремо, але завдяки хорошій командній роботі, всі учасники угруповання залишилися на рингу проти Тріпл Ейча. «Гравець» зміг вибити з рингу Роудса і Дібіасі, але ззаду його вибив Ортон, який і став переможцем. 2 березня на RAW Ренді Ортон оголосив, що буде битися проти «гравця» на Реслманії, де Ренді програв поєдинок.
Тим не менш Ренді став Чемпіоном WWE на PPV Backlash (2009) у поєдинку три на три: команда «Спадщина» проти Тріпл Ейча, Батісти та Шейна МакМехона. На Extreme Rules (2009) Ренді програв титул Батісті в поєдинку в сталевій клітці. На наступному Raw «Спадщина» атакувало Батісту, завдавши йому травму. Після чого було оголошено що титул став вакантним після того, як Батіста травмував лівий біцепс. 15 червня на RAW Ортон повернув собі титул, перемігши Гравця, Джона Сіну, Біг Шоу. Пізніше Ренді втратив титул на Breaking Point в поєдинку «Я здаюся» Джону Синьо. На Hell in a Cell (2009) Ренді переміг Сіну і знову став Чемпіоном WWE. На наступному PPV Bragging Rights (2009) Ренді програв титул Джону у поєдинку «Залізна Людина» без дискваліфікації з утриманнями де завгодно за титул чемпіона WWE.
11 січня на Raw виграв поєдинок за претенденство за титул Чемпіона WWE, після чого кинув виклик Шеймусу на Королівську Битву 2010. В самому поєдинку Ренді програв по дискваліфікації після втручання Роудса і ДиБиаси. Після поедике Ренді напав на Роудса і ДиБиаси. 15 лютого ситуація повторилася Ренді програв у матчі реванші за дискваліфікації після втручання Коді і Теда. Після чого Ренді і Тед билися в клітці знищення за титул Чемпіона WWE. У цьому поєдинку Ортон вибив першим після того ка Тед вдарив його трубою а Сіна провів AA. На наступному Raw Роудс і Дибиаси напали на Ортона. 28 березня 2010 року на Wrestlemania 26 виграв матч трьох сторін у Коді Роудса і Теда ДиБиаси, поклавши кінець Legacy (Спадщини).
Після чого став Ренді фейсом. Після цього він почав ворогувати з Чемпіоном Світу у важкій вазі Джеком Сваггером що привернуло їх поєдинку. 25 квітня на Extreme Rules Ренді програв поєдинок проти Джека Сваггера за титул Чемпіона світу у важкій вазі. Після чого Ренді кілька разів програвав поєдинки за перше претенденство за титул Чемпіона WWE. У травні на PPV Over The Limit Ортон бився з Еджем бій закінчився подвійним звітом.

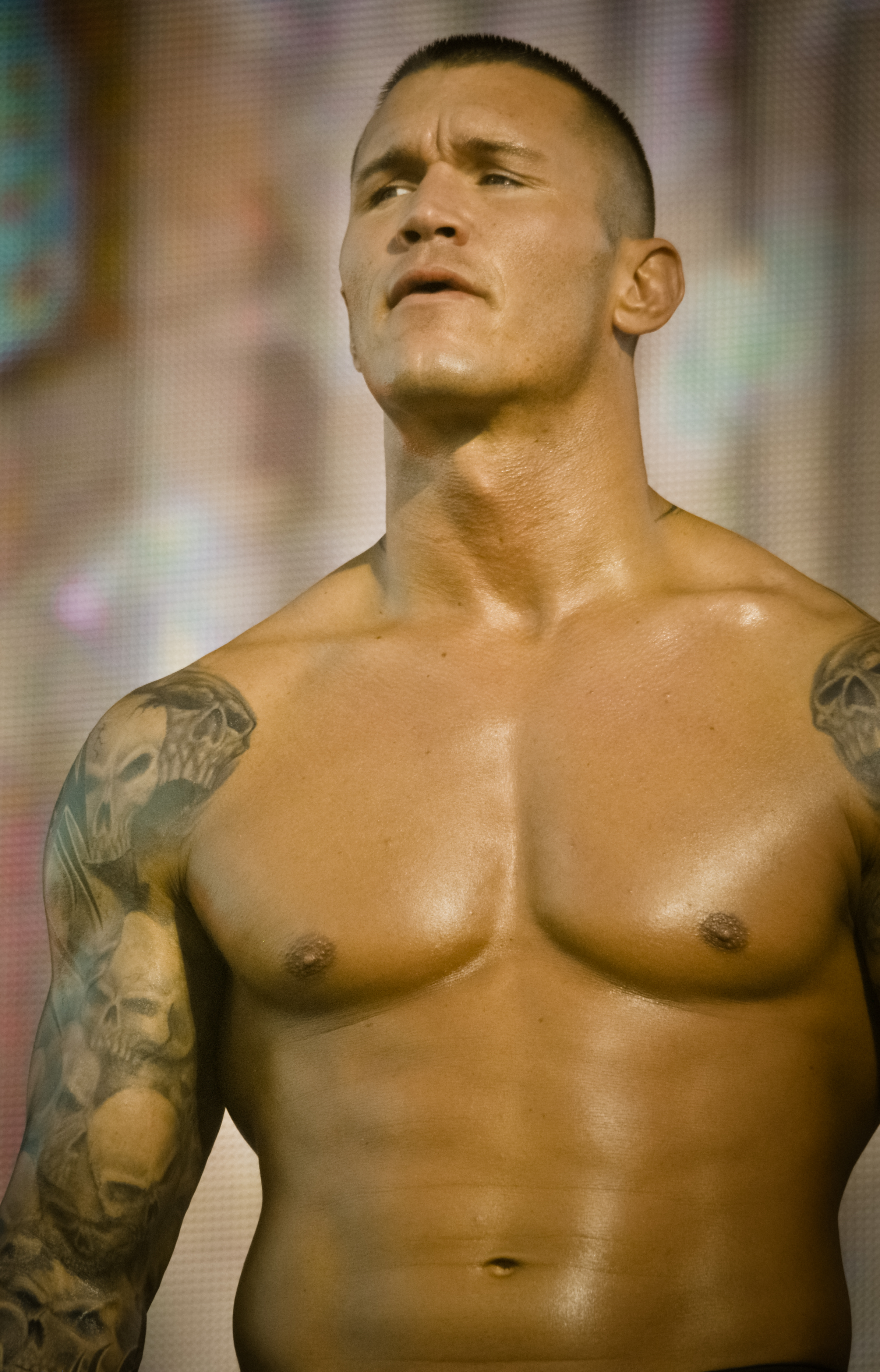
Ренді Ортон на шоу Tribute to the Troops 2010.

19 липня на Raw Ортон переміг Джеріко і Еджа і став першим претендентом на титул Чемпіона WWE Шеймуса на SummerSlam 2010. Але Ренді знову програв Шеймусу по дискваліфікації. На шоу Night of Champions Ренді переміг у поєдинку шести реслерів на вибування (англ. Championship Scrumble) і став новим чемпіоном WWE. На Bragging Rights 2010, зберіг свій титул від Вейда Барретта. На Survivor Series 2010, захистив титул від все того ж Барретта. Наступного дня на арені RAW, Ортон знову не дав заволодіти титулом Барретту, однак відразу після поєдинку, вибіг Міз, і використовував контракт Money in the Bank над слабким Ортоном, і став новим чемпіоном. На Royal Rumble 2011 Ортон бився з Мізом за титул. Ортон вже зміг здолати Миза своїм коронним RKO, але з-під рингу несподівано виліз СМ Punk, і провів на Ортоне GTS, і Міз захистив титул WWE. На Реслманії 27 Ортон переміг СМ Punk'а за допомогою свого коронного прийому RKO. 18 квітня відбувся матч-реванш з СМ Punk'ом, де Ренді здобув перемогу, після цього на нього напали члени Nexus, СМ Punk готувався виконати пант кік, але Ренді зупинив його за допомогою RKO. 25 квітня був відібраний на бренд SmackDown!. 1 травня, на Extreme Rules, Ренді виграв поєдинок проти СМ Панка за правилами Last Man Standing.

#### Ворожнеча за титул чемпіона світу у важкій вазі (2011—2013)
3 травня на арені SmackDown Ренді Ортон виграв у Крістіана титул чемпіона світу у важкій вазі і став 2-разовим чемпіоном світу. 22 травня Ортон на супершоу Over the Limit (2011), завдяки своєму коронному RKO, захистив свій титул від Крістіана. 10 травня програв бій Шеймусу на матчі без дискваліфікації: Ортон провів RKO Шеймусу, але вибіг Крістіан і завдав йому удар поясом по голові. Шеймус, скориставшись нокаутом «вайпера», зробив утримання і виграв. 19 червня на Capitol Punishment Ренді знову захистив свій титул від Крістіана, однак Крістіан не погодився з рішенням судді, так як коли Ортон тримав його, нога Крістіана була за межами рингу. На Money in the Bank (2011) Ортон програв титул Крістіану через дискваліфікацію: Крістіан плюнув в обличчя Ортону, і той у люті завдав Крістіану заборонений удар у пах і таким чином позбувся чемпіонства. Наступного дня після супершоу Ренді хотів взяти реванш, однак генеральний менеджер арени SmackDown нагадав, що Ренді обіцяв бій Кейну, і запевнив, що реванш буде. 14 серпня 2011 року на шоу SummerSlam Ортон переміг Крістіана у поєдинку без дискваліфікації після коронного RKO на металеві сходинки, тим самим повернувши собі титул чемпіона світу у важкій вазі і ставши триразовим володарем цього титулу. На супершоу Night of Champions «вайпер» програв матч проти Марка Генрі і втратив титул чемпіона світу у важкій вазі. На Hell in a Cell Ортон програв матч-реванш. На одному з випусків SmackDown Ренді виграв королівську битву обох ростерів і в кінці передачі знову спробував стати чемпіоном, але йому завадив Коді Роудс.
На супершоу Vengeance Ренді переміг Роудса в нетитульном бою один на один, а через деякий час зламав його маску в матчі без обмежень. На Survivor Series Ренді Ортон був капітаном команди, куди увійшли Шеймус, Кофі Кінгстон, Сін Кара і Мейсон Райан. Вони билися з Вейдом Барреттом, Коді Роудсом, Джеком Сваггером і Дольфом Зігглером. Команда Ортона програла поєдинок, що дало новий фьюд Ортона проти Барретта. На одному з шоу на арені SmackDown Ренді отримав травму спини під час бою без правил з Барреттом. Він повернувся на арену SmackDown 27 січня 2012 року, що послужило несподіванкою для Барретта. Було прийнято рішення, що Ортон повинен виступати на арені Elimination Chamber у матчі «Клітка знищення» за пояс чемпіона світу у важкій вазі. Однак через струс мозку, яке він отримав з вини Деніела Брайана, Ренді був замінений італійським канадецем Сантіно Мареллою.
Після повернення Ортона на ринг Кейн атакував його зі словами: «Ласкаво просимо додому, Ренді». На що на наступному супершоу Ортон відповів RKO і сказав «Як приємно повертатися…». На WrestleMania XXVIII бився проти Кейна. Ортон домінував протягом усього поєдинку, але допустив помилку, за що і поплатився. На наступному шоу SmackDown після РеслМанії у Ренді був призначений матч-реванш без дискваліфікації проти Кейна, в якому Ортон здобув перемогу. Керуючись помстою, Кейн напав на батька Ренді, Боба Ортона, на спеціальному шоу під назвою SmackDown Live, після чого атакував «верховного хижака», коли той прибіг на допомогу батькові. Ортон вирішив створити аналогічну ситуацію на випуску RAW перед Extreme Rules, помістивши батька Кейна Пола Берера в холодильну камеру. Не дочекавшись жодної реакції від Великого Червоного Монстра, Ортон вибіг на ринг і взявся за його побиття. Після цього на супершоу Extreme Rules у 2012 році у Ортона відбувся бій з Кейном за правилами «утримання де завгодно», у якому переміг «гадюка» Ренді Ортон. На цьому ворожнеча завершилася.
На одному із записів SmackDown у Ортона зав'язався конфлікт з Шеймусом, який випадково вдарив йому ногою в обличчя під час командного бою. У відповідь на це «верховний хижак» провів ірландцю RKO і заявив про своє бажання відібрати у нього пояс чемпіона. На супершоу Over the Limit відбувся чотиристоронній бій з участю Кріса Джеріко, Альберто дель Ріо, Шеймуса і Ренді Ортона за пояс чемпіона свыту у важкій вазі, який завершився перемогою чинного чемпіона Шеймуса. На 666-му випуску SmackDown Ів Торрес, виконуюча роль помічниці Джона Лоринайтіса, призначила тристоронній матч претендента № 1 на бій із Шеймусом, в якому брали участь Ортон, Кейн і Альберто дель Ріо. Завдяки втручанню Деніела Брайана, Ортону вдається провести коронний RKO Кейну, однак дель Ріо встиг відштовхнути його і сам утримав Великого Червоного Монстра, тим самим здобувши перемогу і ставши претендентом № 1 на пояс чемпіона у важкій вазі.
Повернення Ортона відбулося на RAW 30 липня. Він став ворогувати з Дольфом Зигглером, а також включився в боротьбу за право битися за титул Чемпіона світу у важкій вазі. У матчі за право бути претендентом номер один на титул Ортон програв Альберто Дель Ріо, після того як останній змусив Ренді здатися використовуючи свій коронний перехресний арм брейкер. Після поразки Дольф Зигглер вибіг з кейсом Money in the Bank в надії перемогти Шимуса, але Ренді Ортон зупинив його своїм коронним прийомом RKO. Через три дні на RAW, Ортон програв Зиглеру в матчі-реванші. Ортон і Зіглер стикаються один з одним знову в Ніч Чемпіонів, де Ортон виграв. 28 вересня на SmackDown, Ортон був заявлений на матч проти Біг Шоу за звання головного претендента на титул Чемпіона світу у важкій вазі але програв . 29 жовтня 2012 на PPV Hell in a Cell відбувся матч Ортон проти Альберто Дель-Ріо, Ренді Ортон виграв матч після свого коронного піймавши прийом Дель Ріо і провів RKO. На наступному RAW був визначений в команду Міка Фолі, яка буде протистояти команді Дольфа Зигглера в класичному матчі на вибування на PPV Survivior Series 2012. Бій на PPV Survivior Series 2012 проходив з перемінним успіхом. Під кінець матчу, залишилося чотири учасника. Ортон і Міз з одного боку, Дель-Ріо, Зигглер з іншого. Після вибування Дель Ріо програв Зиглеру отримавши супер кік. В процесі матчу Зіглер розбив губу Ортону за допомогою коронного прийому Зіг Зага.
На Королівській Битві Ренді вийшов під № 26, але не зумів перемогти. На Elimination Chamber (2013) бився за тайтл-шот на титул Чемпіона Світу у важкій вазі на Реслманії 29, але не зміг перемогти, хоча усунув Марка Генрі і Кріса Джеріко, але врешті був переможений Джеком Сваггером. В кінці лютого обьединился з Шеймусом для ворожнечі зі «Щитом». Протягом кількох наступних тижнів Ренді Ортон і Шеймус допомагали один одному відбиватися від «Щита» і іноді від Біг Шоу. 15 березня на SmackDown! угрупування «Щит» викликала Ренді Ортона та Шеймуса на поєдинок 3 на 3 на Реслманії 29 і дозволила Ренді і Шеймусу вибрати собі в партнери будь-якого реслера WWE. Вони відразу ж вибрали Райбека, однак через три дні на генеральний менеджер RAW Вікі Герреро відсторонила Райбека від поедина 3 на 3 і поставила його на поєдинок проти Марка Генрі на Реслманії, тим самим звільнивши місце в командному матчі. Пізніше цим же ввечері угруповання «Щит» намагалася напасти на Ренді та Шеймуса, але їм на допомогу вибіг Біг Шоу, тим самим давши зрозуміти, що він хоче зайняти звільнене місце в команді Ортона та Шеймуса. На Реслманії 29 програли Щита(Емброуз втримав Ортона). На Extreme Rules (2013) Ренді Ортон переміг Біг Шоу застосувавши Punt kick. На RAW від 10 червня Ортон допоміг відбитися Кейну від «Щита», після чого було оголошено що Ортон буде битися в команді з Деніелом Брайаном на PPV Payback за титули командний чемпіонів, після чого Ортон переміг Романа Рейнса. На наступному випуску SmackDawn! Ортон, Кейн і Даніел Брайан перемогли «Щит». На PPV Payback Ортон в команді з Деніелом Брайаном програли Сету Роллінсу і Роману Рейнсу.

#### Чемпіон світу у важкій вазі WWE (2013—2014)
Після чого були оголошені учасники поєдинку Money in the Bank за можливість бою за титул чемпіона WWE і ними виявилися СМ Панк, Деніел Брайан, Кейн, Шеймус, Крістіан, Ортон і Роб Ван Дам. На Money in the Bank 2013 року в чудовому матчі Ортон виграв червоний кейс, що дало йому право на матч за титул чемпіона WWE.

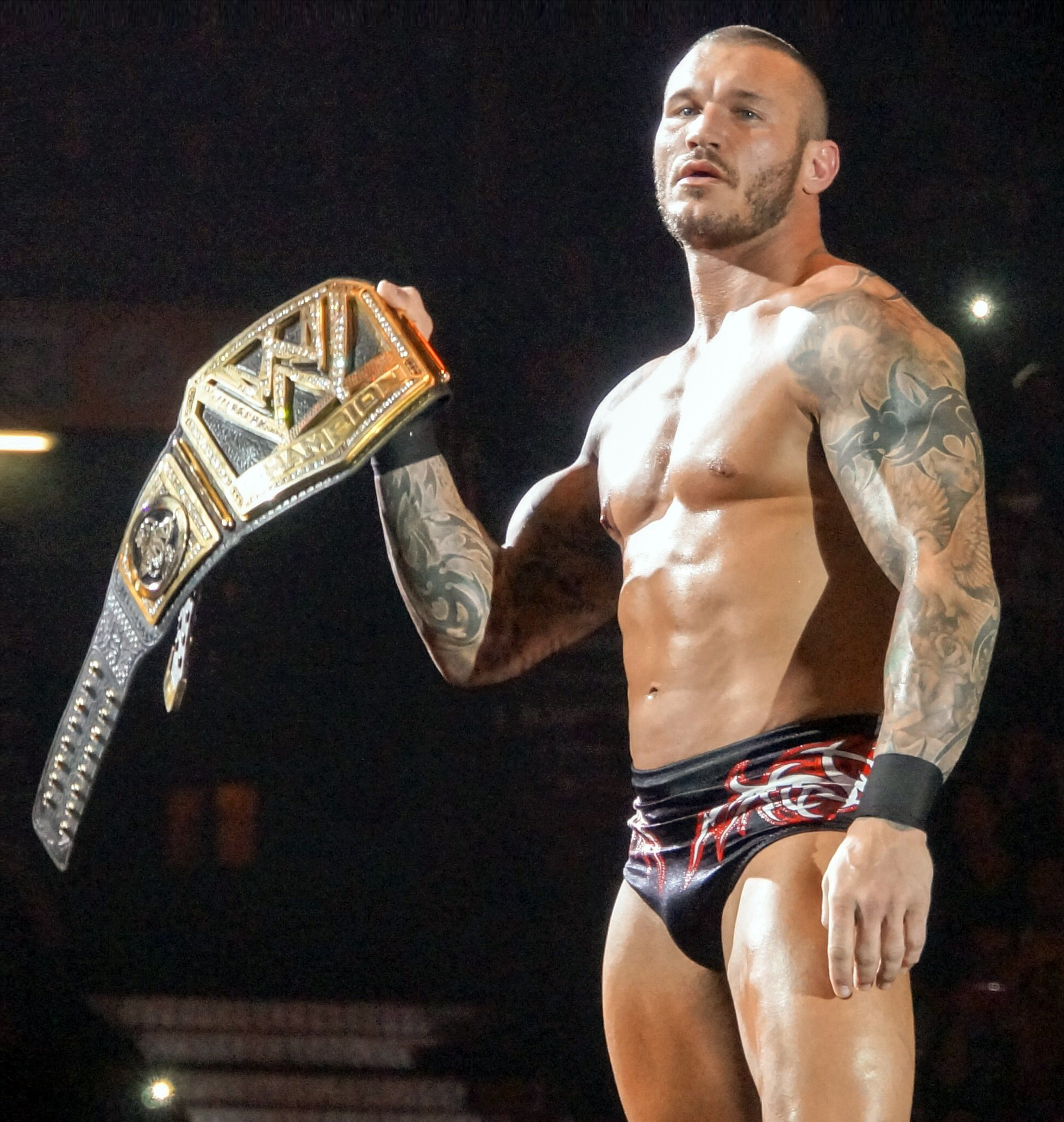
Ренді Ортон як Чемпіон WWE.

На супершоу SummerSlam (2013) Брайан переміг Сіну і став новим чемпіоном WWE. Після поєдинку суддя Тріпл Ейч виконав на Брайані свій коронний прийом Pedigree, що здивувало усю громаду WWE, адже саме «гравець» підтримував Брайана увесь час. Ренді Ортон спокійно скористався своєю валізою і став новим чемпіоном WWE. На наступному RAW вся сім'я МакМенів вийшла і оголосила, що Ортон — новий корпоративний чемпіон WWE. На Night of Champions (2013) Ренді програв титул чемпіона WWE Деніелу Брайану. На наступному випуску шоу на арені RAW Тріпл Ейч забрав титул у Брайана і зробив його вакантним, мотивуючи це тим, що рефері дуже швидко відрахував утримання. 18 вересня на офіційному сайті WWE з'явилася інформація про те, що на супершоу Battleground Деніел Брайан буде битися проти Ренді Ортона за вакантний титул чемпіона WWE. На арені Battleground поєдинок за вакантний титул чемпіона WWE закінчився в нічию. На наступному випуску RAW призначили матч на наступне супершоу Hell in a Cell між Брайаном і Ортоном за вакантний титул. На цьому ж шоу провели голосування на додатку WWE: хто стане спеціальним рефері цього матчу? Серед кандидатів були три члена Зали Слави WWE — Букер Ті, Боб Беклунд і Шон Майклз. Велика частина глядачів проголосували за Майклза. На самому супершоу Hell in a Cell після того, як Шон Майклз виконав Sweet Chin Music Брайану, Ренді успішно утримав Деніела і став новим чемпіоном WWE. На арені RAW після PPV, під час святкування перемоги, вийшов Біг Шоу і нокаутував Ортона. На супершоу Survivor Series 2013 року Ренді переміг Біг Шоу прийомом Punt Kick, тим самим захистивши чемпіонство WWE.
На наступному RAW Джон Сіна запропонував Ортону бій за об'єднання титулів. Стефані МакМехон і Тріпл Ейч були проти цього, і Стефані оголосила, що матч між Сіною і Ортоном за об'єднання титулів відбудеться на супершоу TLC: Tables, Ladders & Chairs і буде він зі столами, драбинами і стільцями, переможець стане Беззаперечним чемпіоном WWE. 15 грудня 2013 року на супершоу TLC Ренді Ортон переміг Джона Сіну і став Беззаперечним чемпіоном WWE. 30 грудня на RAW Стефані МакМен заявила, що на Королівській Битві 2014 року Ренді Ортон буде битися проти Джона Сіни у звичайному одиночному поєдинку. На PPV Королівська Битва (2014) Ренді Ортон переміг Джона. На наступному RAW Ортон вступив у конфронтацію з Батістой і Броком Леснаром. На супершоу Elimination Chamber (2014) Ортон переміг Крістіана, Антоніо Сезаро, Джона Сіну, Деніела Брайана та Шеймуса. Після чого було зрозуміло, що на РеслМанії ХХХ Ренді Ортон буде битися проти Батісти. 10 березня на RAW в одному з сегментів «Керівництва» і Деніела Брайана, Triple H повідомив, що якщо Деніел Брайан переможе в матчі на Реслманії, то в головній події шоу Ренді Ортон буде захищати свій титул у тристоронньому поєдинку між ним, Брайаном і Батистой. 17 березня на RAW між Ортоном, Батистой і Тріпл Ейчем було оголошено, що переможець матчу між Брайаном і Triple H буде в головній події на Реслманії XXX. На Реслманії ХХХ Брайан переміг Ортона, Батісту.

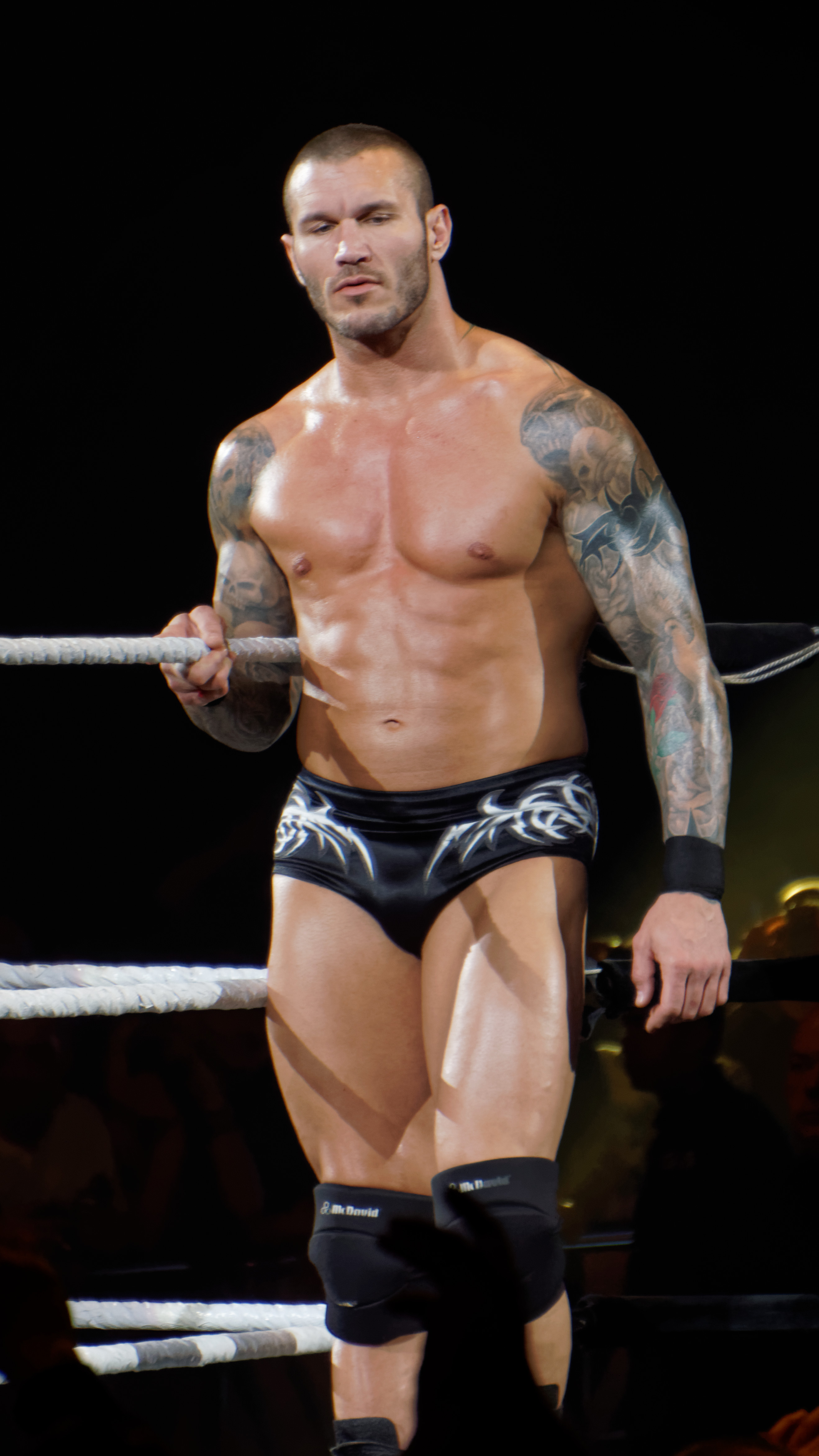
Ренді Ортон у травні 2014 року.

На Raw від 7 квітня «Щит» атакував Батісту, Кейна, Ортона і Triple H під час титульного поєдинку проти Брайана. На наступному Raw Батіста, Ортон і Triple H атакували «Щіт», тим самим давши зрозуміти, що «Еволюція» повернулася, тим самим, матч між Щитом і Еволюцією був призначений на PPV Extreme Rules. На самому PPV Еволюція програла Щита після вдалого утримання Рейнса на Батисті. У матчі реванші на PPV Payback (2014) «Щит» перемогли «Еволюцію» в поєдинку без обмежень на вибування.
На RAW від 9 червня Стефані і Гравець оголосили, що позбавляють Брайана титулів. Незабаром стали проходити кваліфікаційні матчі на Money in the Bank (2014), але Ортону битися не довелося так як Гравець і так вже заявив Ренді. На PPV Money in the Bank (2014) Ренді Ортон не зміг виграти вакантні титули. На Battleground (2014) Джон Сіна зміг відстояти свої титули від Ренді Ортона, Кейна і Романа Рейнса. На Raw від 21 липня Роман Рейнс напав на Ренді Ортона під час того, коли Гравець приймав рішення щодо суперника Джона Сіни за титул Чемпіона світу у важкій вазі WWE на PPV SummerSlam. На Raw від 28 липня Ортон напав на Рейнса до початку його поєдинку з Кейном. На SmackDown! від 1 серпня Ортон кинув виклик Рейнсу на PPV SummerSlam. На SummerSlam (2014) Роман Рейнс переміг Ренді Ортона. На Raw від 8 вересня Ренді Ортон напав на Кріса Джеріко в тренувальній кімнаті WWE в той час, коли Джеріко оглядали лікарі. На PPV Night of Champions (2014) Ренді Ортон переміг Кріса Джеріко. На Hell in a Cell (2014) Джон Сіна переміг Ренді Ортона, в матчі за перше претенденство на титул WWE Чемпіона світу у важкій вазі.

#### Останні протистояння (2014–сьогодні)
На Raw від 3 листопада Роллінс переміг Ортона в одиночному поєдинку. Після матчу Ренді Ортон атакував Роллинса, Гравця, Кейна, Джемі Нобла і Джої Меркюрі. Після цього Гравець вирішив видалити Ортона не тільки команди, але і з самого Керівництва, потім Хантер наказав «закінчити» з ним. Сет Роллінс травмував Ортона Керб Стомбом на коментаторський стіл і на сталеві сходи. Повернувся Ортон на PPV Fastlane де атакував The Authority, але до Сету Роллинса він дістати не зміг. На RAW від 9 березня Ренді Ортон атакував Сету Роллинса, провівши йому RKO на коментаторський стіл. На Реслманії 31, Ортон перемагає Роллинса в одиночному матчі. На SmackDown! від 2 квітня Кейн призначив матч на Extreme Rules (2015) між Сетом і Ренді за титул Чемпіона світу у важкій вазі WWE. 6 квітня на RAW Ренді переміг Кейна, але пізніше Кейн призначив матч за претендента № 1 світового чемпіонства WWE у важкій вазі між Ортоном і Рейнсом і Райбеком. Ренді перемагає Рейнса і Райбека. На RAW від 13 квітня Сет Роллінс вибрав умова для матчу: RKO заборонено, а Ренді вибрав матч в сталевій клітці. На Extreme Rules Сет Роллінс переміг Ренді Ортона після того як матч втрутився Кейн. На Payback (2015) Чемпіон світу у важкій вазі WWE Сет Роллінс зміг перемогти Ренді Ортона, Діна Емброуса і Романа Рейнса.
На Money in the Bank (2015) Ренді не зміг завоювати кейс Money in the Bank. Повернувся на RAW від 6 липня атакувавши Шеймуса.

## У реслінгу
- 'Завершальні прийоми'

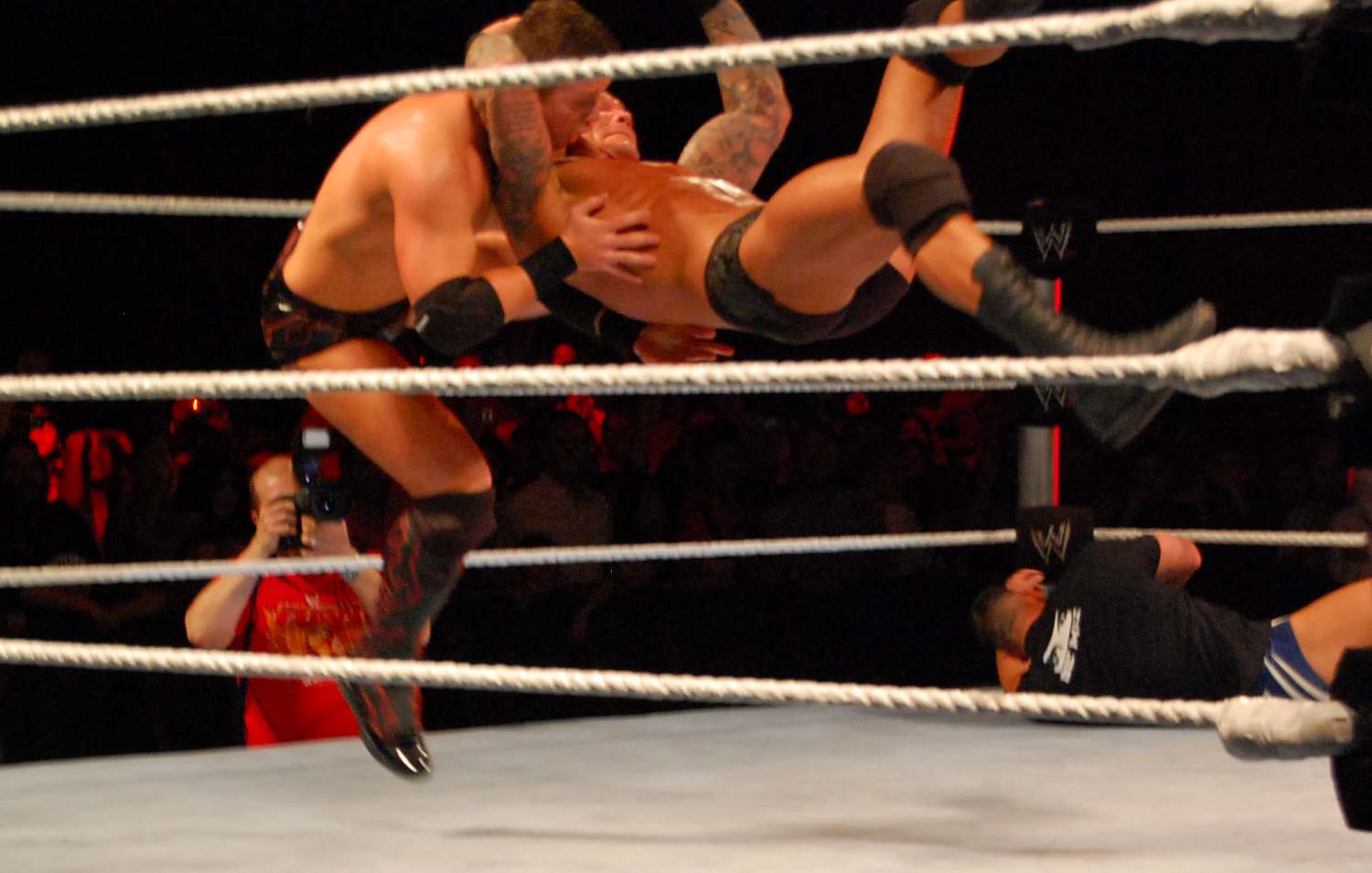
RKO на Мізі.

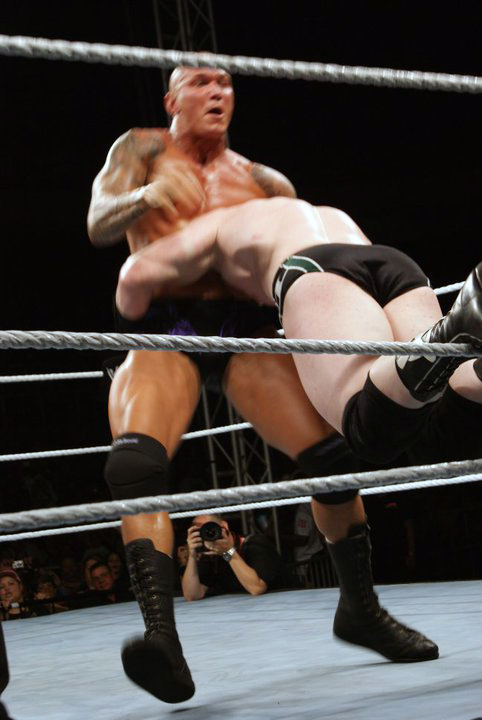
Ренді Ортон проводить DDT з другого каната на Шеймусі.

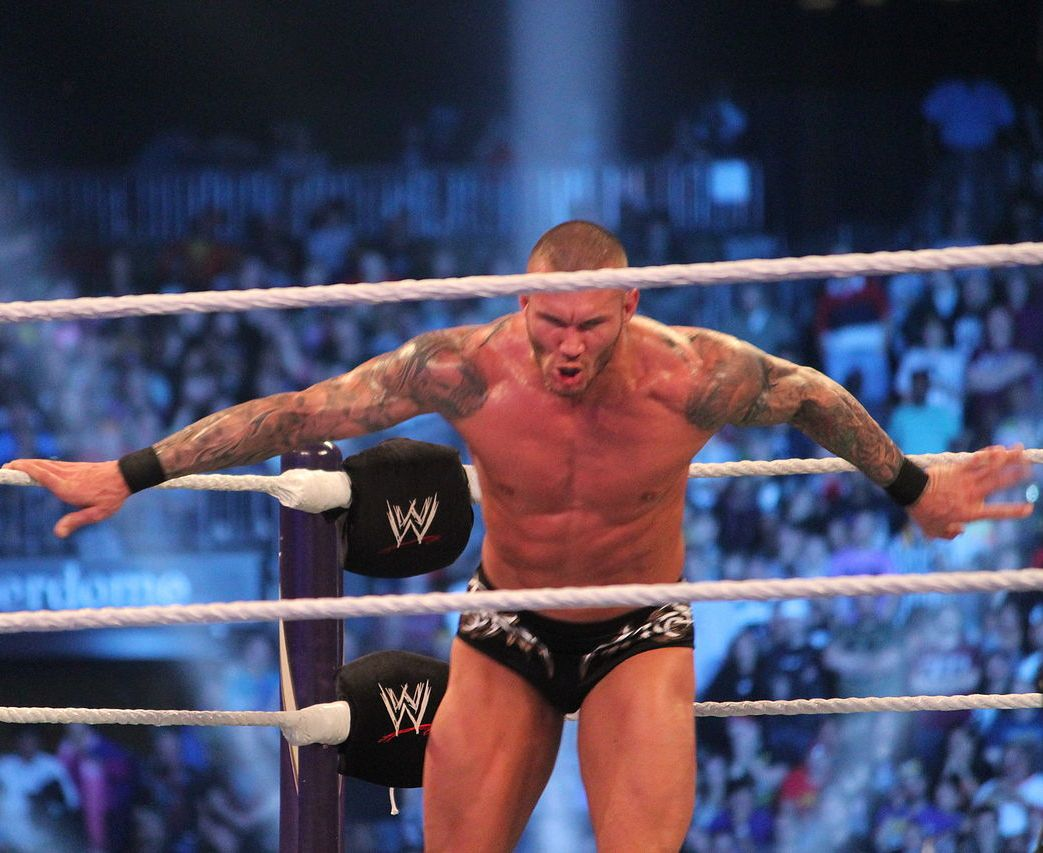
Ренді Ортон готується виконати Punt kick

  -  RKO (Randal Keith Orton) (Jumping cutter) — 2003 — по сьогодні
  - Diving crossbody
  -  O-Zone (Overdrive)
  - Running punt (Punt kick) — 2007 — по сьогодні
  - Wheelbarrow suplex — OVW

- 'Коронні прийоми'
  - Bodyscissors
  - Dropkick
  - European uppercut
  - Falling clothesline
  - Full nelson slam
  - Inverted headlock backbreaker
  - Olympic slam
  - Randy Orton Stomp
  - Rope hung DDT
  - Snap scoop powerslam
  - Wrenching chinlock

- 'Прізвиська'
  - Вбивця Легенд ( '«The Legend Killer»')
  - Гадюка ( '«The Viper») '
  - Верховний хижак WWE ( '«WWE's Apex Predator») '

- 'Музичні теми'
  - «Line in the Sand» Motörhead (Використовувався під час виступів у складі Еволюції)
  - «Burn in My Light» Mercy Drive
  - «This Fire Burns» Killswitch Engage (Використовувався один тиждень, і пізніше стала темою СМ Панк а)
  -  '«Voices»' Rev Theory

## Титули та нагороди
- 'Pro Wrestling Illustrated'
  - Новачок року (2001)

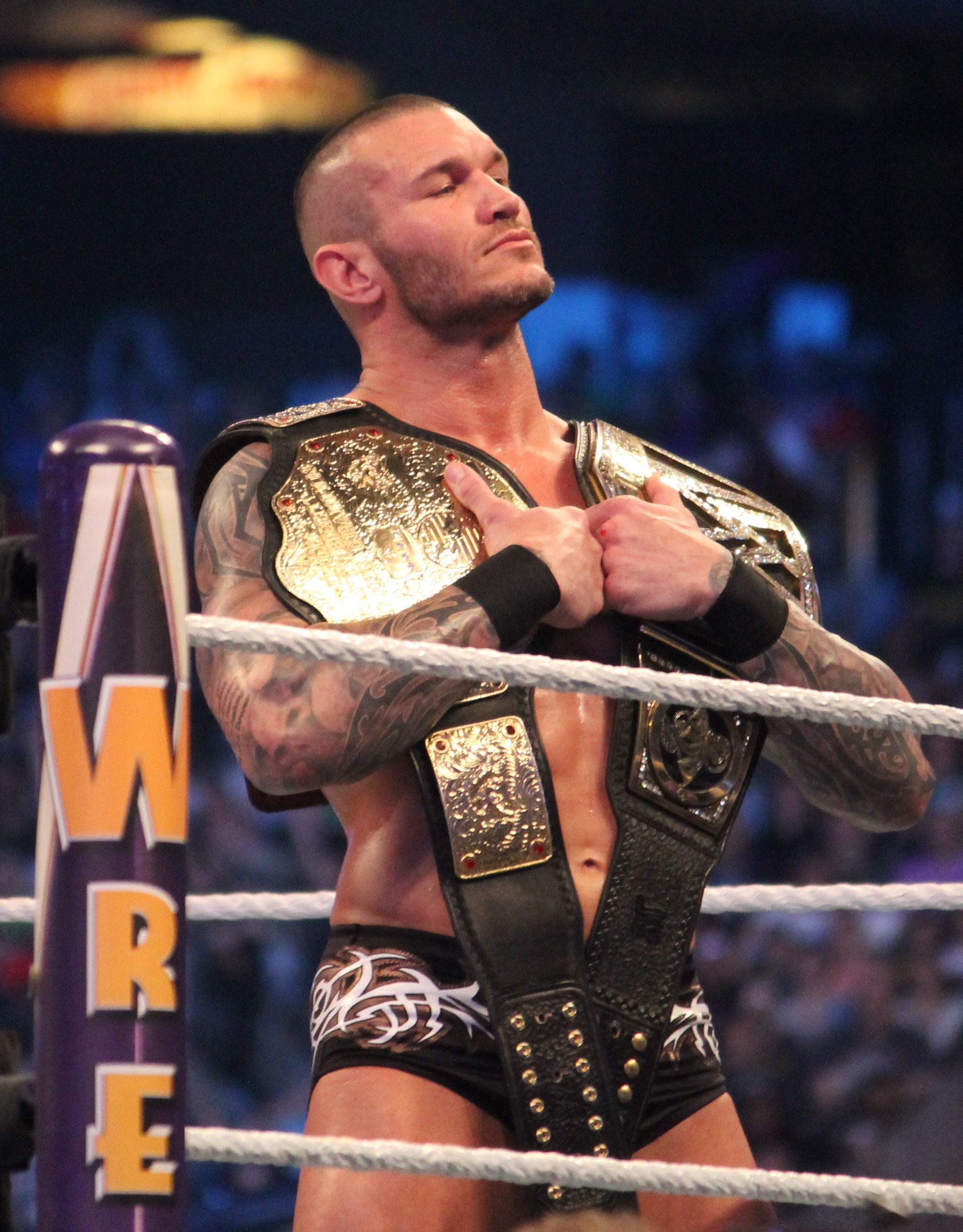
Ренді як чемпіон світу WWE на Реслманії ХХХ.

  - Найбільш прогресуючий реслер року (2004)
  - Найбільш ненависний реслер року (2007, 2009)
  - Реслер року (2009, 2010)
  - Протистояння року (2009) проти Тріпл Ейча
  - Найпопулярніший реслер року (2010)
  -  PWI ставить його під № 1 в списку 500 найкращих реслерів 2008 року
  -  PWI ставить його під № 5 в списку 500 найкращих реслерів 2009 року
  -  PWI ставить його під № 2 в списку 500 найкращих реслерів 2011 року
  -  PWI ставить його під № 2 в списку 500 найкращих реслерів 2014 року
- World Wrestling Entertament
  - Чемпіон WWE[a] (10 разів)
  - Чемпіон світу у важкій вазі (4 рази)
  - Інтерконтинентальний чемпіон WWE (1 раз)
  - Чемпіон Сполучених Штатів WWE (1 раз)
  - Командний чемпіон світу (1 раз) — з Еджем у складі угрупування Rated RKO.
  - Командний чемпіон RAW (2 рази) — з Ріддлом
  - Командний чемпіон SmackDown (1 раз) — з Бреєм Ваяттоом та Люком Гарпером у складі угрупування Сім'я Ваятта
  - Містер Money in the Bank (2013)
  - Переможець Королівської битви (2009, 2017)
  - Сімнадцятий чемпіон Потрійної корони
  - Десятий чемпіон Великого Шолому (за поточним форматом, 18-ий в цілому)
  - Нагорода Slammy за хештег року (2014) — #RKOOuttaNowhere

## Виноски
1. 1 2  Під час 8-ого рейну Ренді, титул носив назву Чемпіонство WWE у важкій вазі (WWE World Heavyweight Championship).